# Tong Hu
Tong Hu (kinesiska: 潼湖) är en sjö i Kina. Den ligger i provinsen Guangdong, i den södra delen av landet, omkring 100 kilometer öster om provinshuvudstaden Guangzhou. Trakten runt Tong Hu består till största delen av jordbruksmark.
Genomsnittlig årsnederbörd är 1 979 millimeter. Den regnigaste månaden är maj, med i genomsnitt 477 mm nederbörd, och den torraste är oktober, med 11 mm nederbörd.